# Lanchjuti
Lanchjuti (en georgiano: ლანჩხუთი) es una ciudad de Georgia ubicada en el centro de la región de Guria, siendo la capital del municipio homónimo.

## Toponimia
La etimología de Lanchjuti provoca diferencias de opinión entre los investigadores. Según la opinión del académico Simón Janashia, que luego fue repetida y ampliada por Zurab Chumburidze, el nombre de la ciudad está conectado con la palabra mingreliana chjou (en megreliano: ჩხუ-ს, lit. 'vaca').
Según la leyenda, el rey Tamara, que iba de excursión, tuvo que cambiar sus caballos cinco almuerzos antes de llegar al territorio de Lanchjuti, y según eso, este nombre parece haber derivado de esto.

## Geografía
Lanchjuti está a 42 km de Poti, 85 km de Batumi y a 274 km de Tiflis.

### Clima
Lanchjuti tiene un clima subtropical húmedo, con inviernos cálidos y veranos calurosos. La temperatura media anual es de 13,8 °C, siendo 4,2 °C en enero y 23 °C en julio. La precipitación anual es de 1980 mm por año.

## Historia
Se menciona por primera vez en las fuentes en el siglo XVII. Se abrió una escuela de dos clases en el pueblo en 1873 y una biblioteca en 1900. En 1883, Lanchjuti recibió una estación en el ferrocarril Poti/Batumi-Bakú. 
El 26 de mayo de 1922, se llevó a cabo una gran manifestación en el centro del pueblo para celebrar el Día de la Independencia de Georgia, que fue dispersada por las autoridades soviéticas. Como parte de la Unión Soviética, Lanchjuti se convirtió en el centro de la agricultura en las tierras bajas de Colquidia y recibió el estatus de asentamiento de tipo urbano en la década de 1930. Lanchjuti recibió el estatus de ciudad en 1961 y fue centro de distrito dentro de la RSS de Georgia. 

## Demografía
La evolución demográfica de Lanchjuti entre 1893 y 2014 fue la siguiente:
| 3069                                            | 4382 | 2500 | 4153 | 6738 | 7837 | 6506 | 9021 | 7849 | 6395 |
| (Fuente: Population of Georgia in Soviet times) |      |      |      |      |      |      |      |      |      |

Su población era de 6395 en 2014, con el 99,2% de la población son georgianos.
|              | 1939      | 1939       | 1959      | 1959       | 2014      | 2014       |
| Grupo étnico | Población | Porcentaje | Población | Porcentaje | Población | Porcentaje |
| ------------ | --------- | ---------- | --------- | ---------- | --------- | ---------- |
| Georgianos   | 3914      | 94,2%      | 6146      | 91,2%      | 6280      | 98,2%      |
| Rusos        | 208       | 5%         | 327       | 4,9%       | 26        | 0,4%       |
| Ucranianos   | 208       | 5%         | 74        | 1,1%       | -         | -          |
| Azeríes      | -         | -          | 1         | 0,1%       | -         | -          |
| Armenios     | 7         | 0,2%       | 106       | 1,6%       | 64        | 1%         |
| Griegos      | 1         | 0,1%       | 12        | 0,2%       | -         | -          |
| Judíos       | 11        | 0,3%       | 1         | 0,1%       | -         | -          |
| Osetios      | -         | -          | 1         | 0,1%       | -         | -          |
| Kurdos       | -         | -          | 4         | 0,1%       |           |            |
| Total        | 4153      | 100%       | 6738      | 100%       | 6395      | 100%       |

## Economía
Lanchjuti es una ciudad industrial con una fábrica de procesamiento de té, una fábrica de conservas, carne y productos lácteos y una fábrica de ladrillos y tejas. 

## Infraestructura

### Arquitectura y monumentos
En Lanchjuti se ha conservado una iglesia con un fragmento de la muralla y un campanario. El museo etnológico de Lanchjuti contiene 7886 objetos arqueológicos, numismáticos, de bellas artes, etnográficos, naturales e históricos, entre otros efectos personales de Noe Zhordania.

### Transporte
La carretera Samtredia-Batumi pasan por Lanchjuti, y la línea ferroviaria Batumi-Tbilisi-Bakú tiene una estación en la ciudad. La ciudad cuenta con una estación de tren en la línea Samtredia-Batumi.

## Cultura

### Deporte
El club local de fútbol es el FC Guria Lanchjuti, que juega sus partidos de local en el estadio Evgrapi Shevardnadze. El equipo jugó una temporada en la Primera División de la Unión Soviética (1987) y ganaron la Copa de Georgia en 1990.

## Personas ilustres
- Noe Zhordania (1868-1953): periodista y destacado político menchevique georgiano que fue el segundo presidente de la República Democrática de Georgia (1918-1921).
- Vajtang Blaguidze (1954): deportista soviético georgiano especialista en lucha grecorromana donde llegó a ser campeón olímpico en los JJOO de Moscú (1980).

## Galería

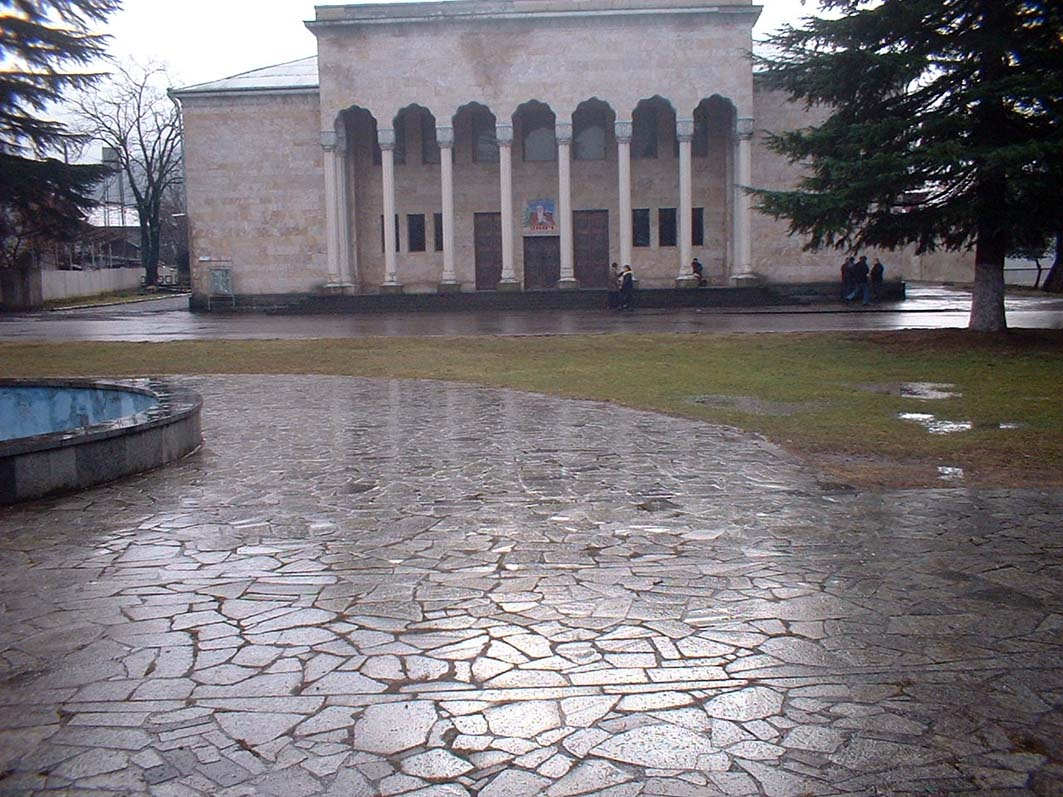
Teatro de Lanchjuti
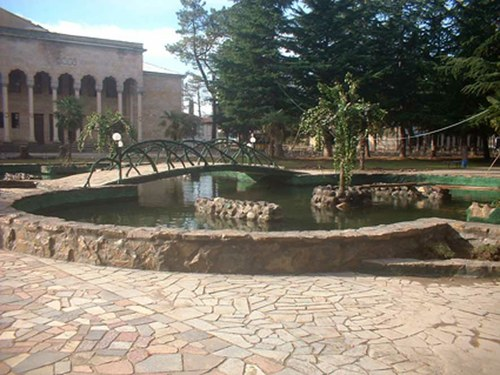
Plaza en Lanchjuti
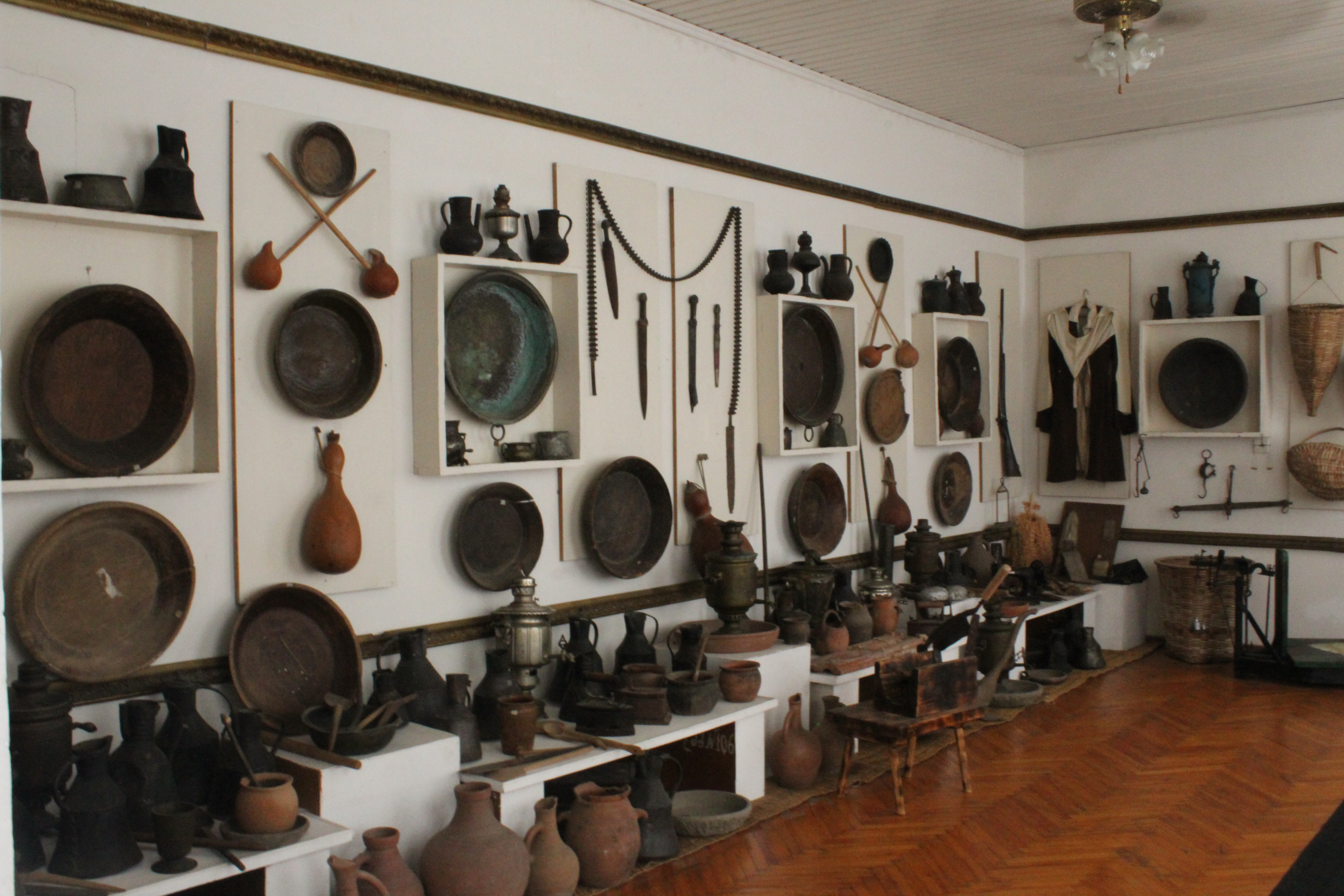
Exposición en el museo local
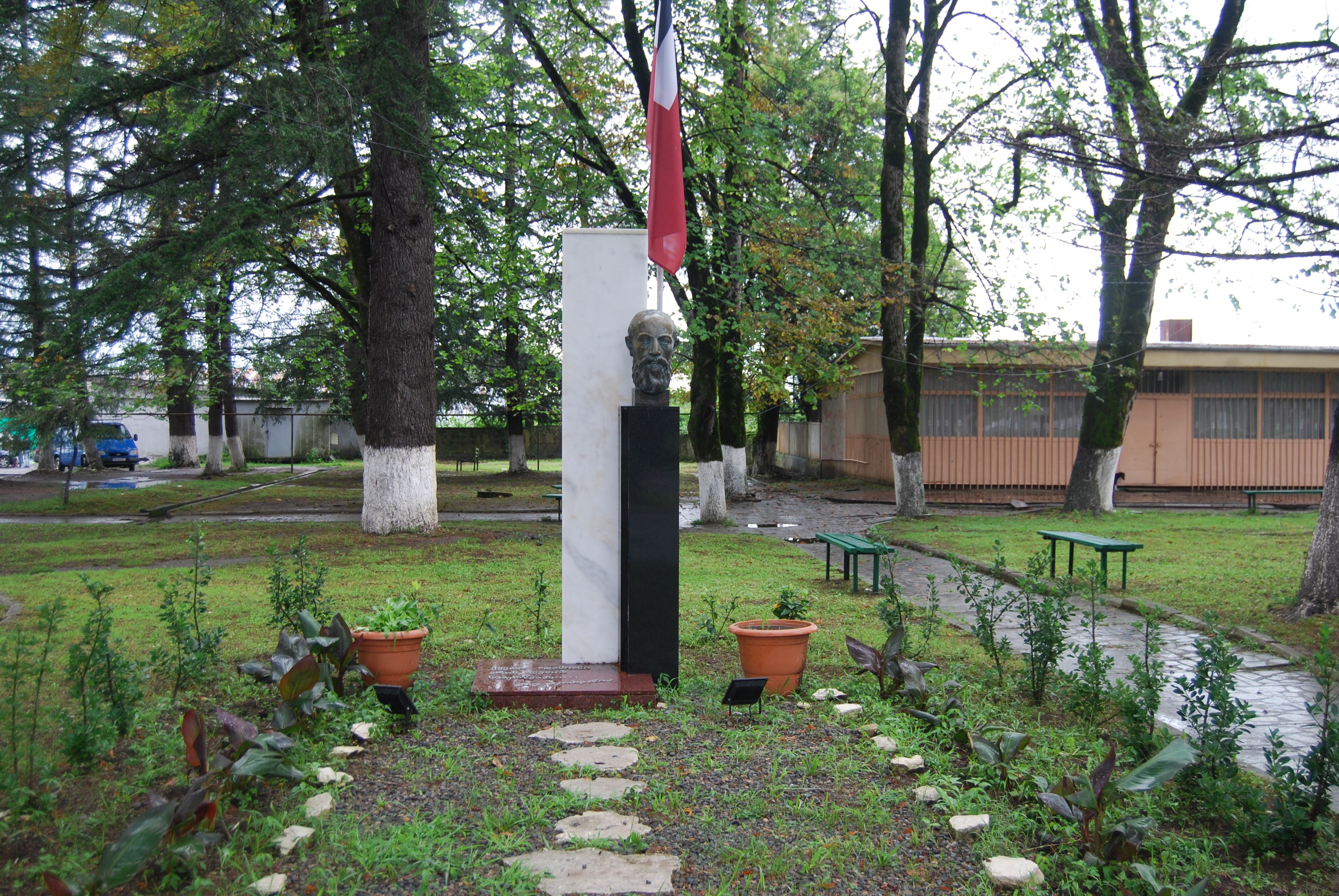
Monumento en honor a Noe Zhordania
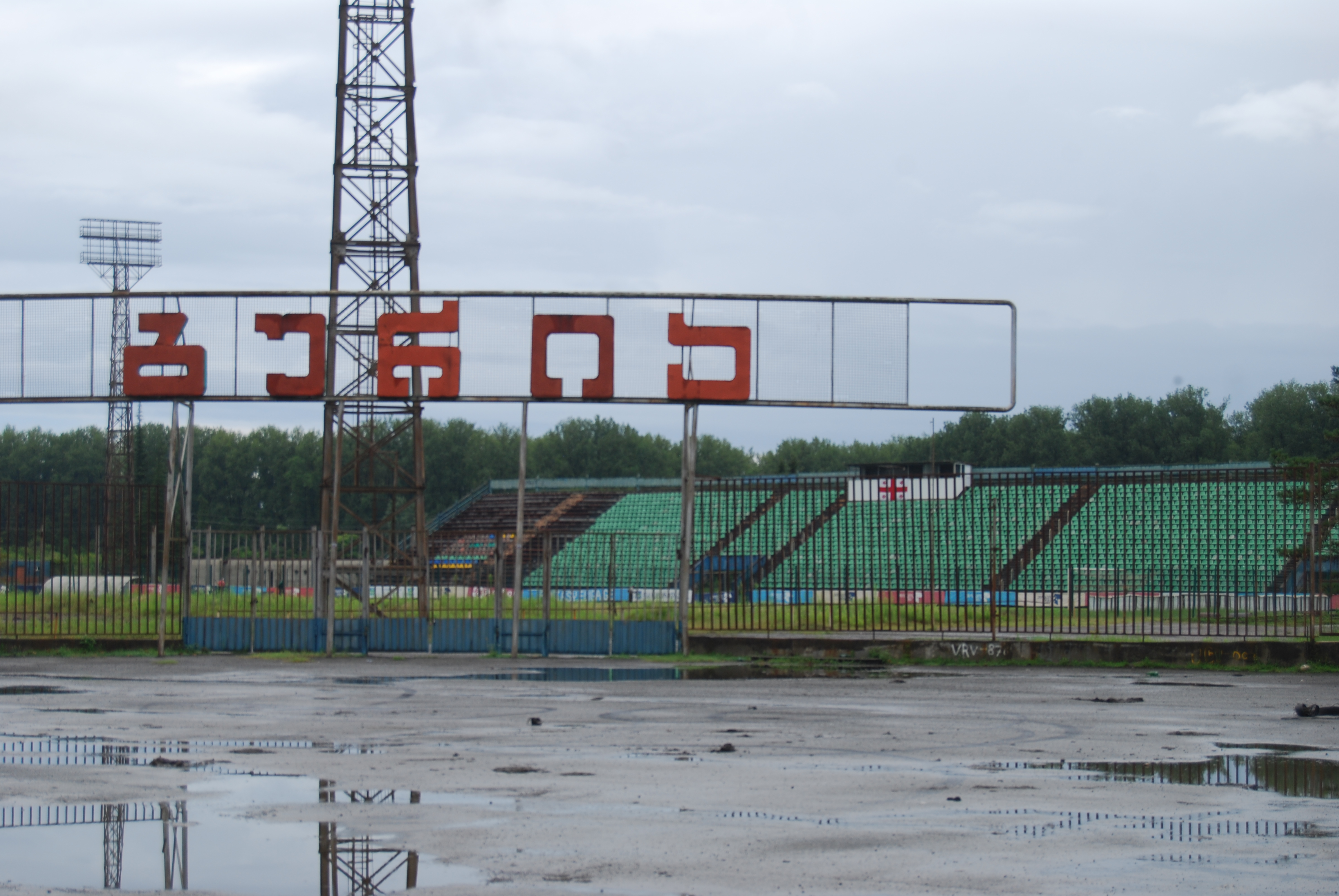
Estadio del FC Guria Lanchjuti

## Ciudades hermanadas
Lanchjuti está hermanada con las siguientes ciudades:
- Cody, Wyoming, Estados Unidos.[8]
- Kupiškis, Lituania.
- Nueva Kajovka, Ucrania.